# La Selve (Aisne)
 La Selve  es una población y comuna francesa, en la región de Picardía, departamento de Aisne, en el distrito de Laon y cantón de Sissonne.

## Demografía
| 219 | 212 | 172 | 179 | 186 | 190 |
| Para los censos de 1962 a 1999 la población legal corresponde a la población sin duplicidades (Fuente: INSEE [Consultar]) |     |     |     |     |     |